# All the Beauty and the Bloodshed
All the Beauty and the Bloodshed (La bellesa i el dolor) és una pel·lícula documental de 2022 que explora la carrera de Nan Goldin i la caiguda de la família Sackler. La pel·lícula va ser dirigida per Laura Poitras, que n'havia dit: "L'art i la visió de Nan han inspirat el meu treball durant anys i han influït en generacions de cineastes".

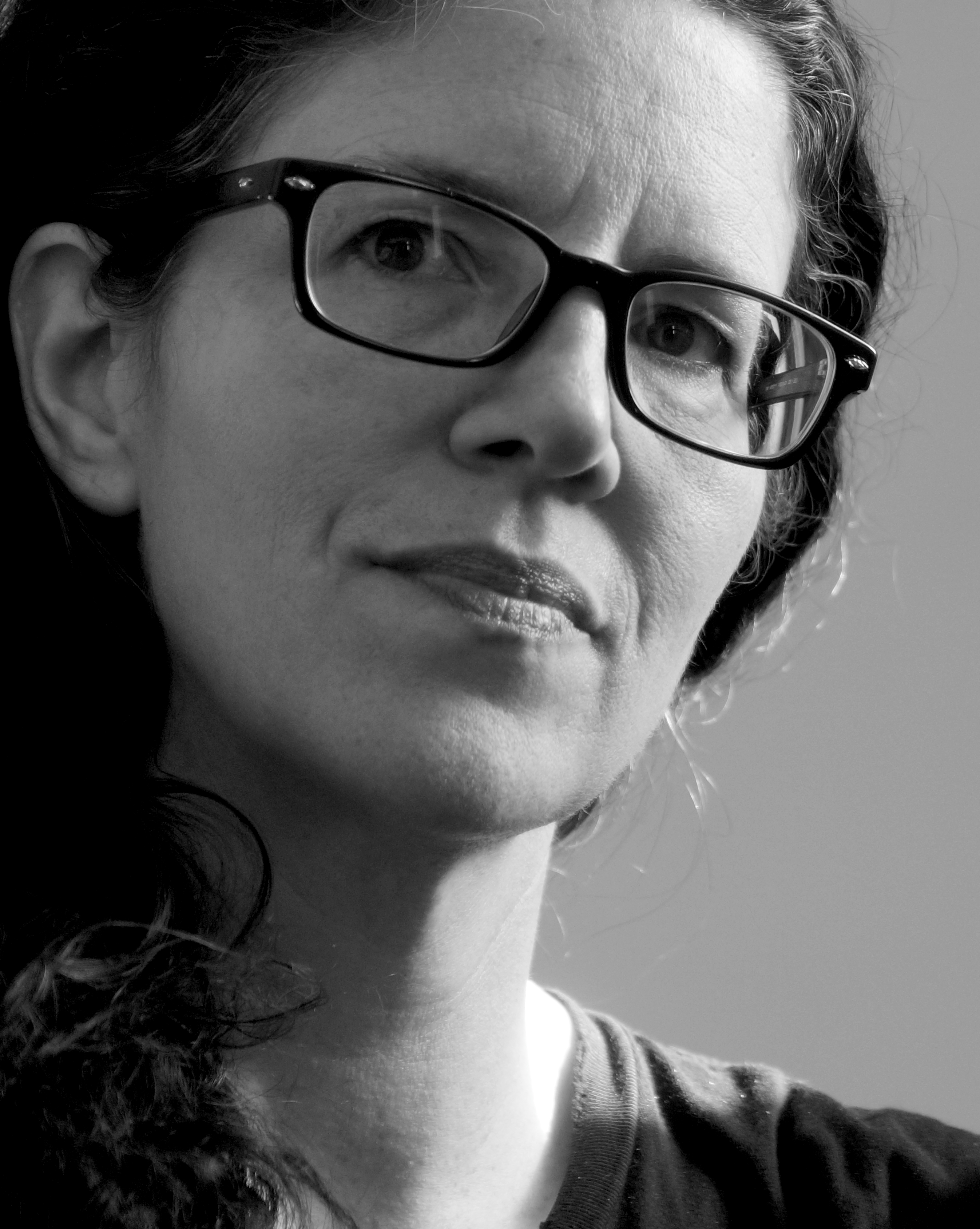
Laura Poitras, directora de la pel·lícula

La pel·lícula es va estrenar el 3 de setembre de 2022 en el 79è Festival Internacional de Cinema de Venècia, on va ser guardonada amb el Lleó d'Or, convertint-se així en el segon documental (després de Sacre GRA, el 2013) a guanyar el primer premi a Venècia. També es va projectar en el Festival de Cinema de Nova York de 2022, on va ser la pel·lícula central del festival i per a la qual Goldin va dissenyar dos cartells oficials. La distribuïdora de la pel·lícula, Neon, va dir que l'estrena en cinemes coincidiria amb una retrospectiva del treball de Goldin en el Moderna Museet, el Museu d'Art Modern d'Estocolm, que s'inauguraria el 29 d'octubre de 2022.

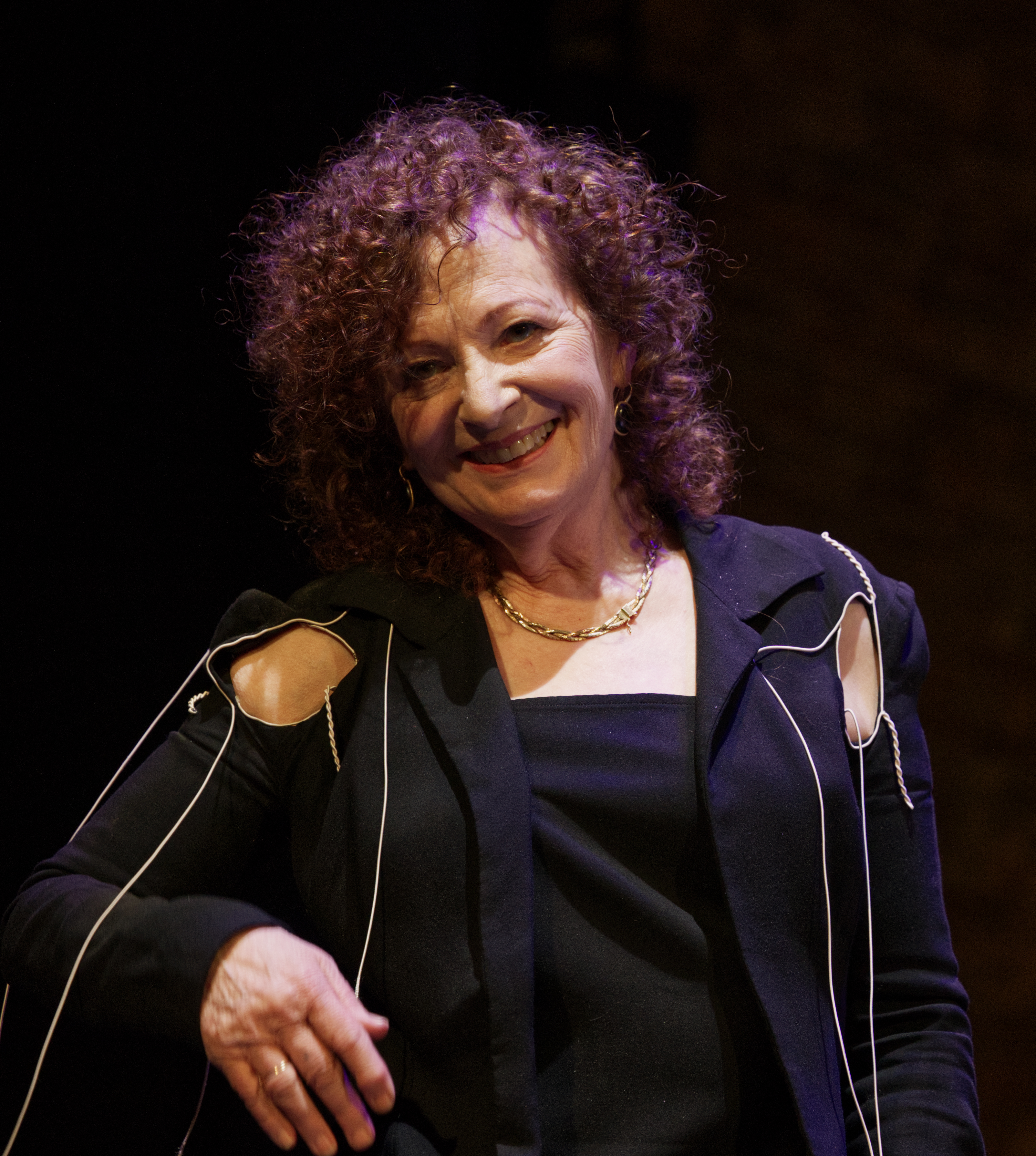
Nan Goldin, protagonista del film, al 2023

## Sinopsi
La pel·lícula repassa la vida i la carrera de la fotògrafa i activista Nan Goldin i els seus esforços per fer que Purdue Pharma, propietat de la família Sackler, es fes responsable de l'epidèmia d'opiacis que havia provocat als Estats Units, generant una emergència de salut pública. Nan Goldin, una fotògrafa coneguda, el treball de la qual sovint documentava les subcultures LGBT i la crisi de la SIDA, va fundar al 2017 el grup de defensa PAIN (Prescription Addiction Intervention Now), després d'haver sofert addicció al fàrmac opiaci OxyContin i de la ingesta d'una sobredosi gairebé mortal de fentanil. PAIN s'adreçà específicament als museus i altres institucions culturals perquè la comunitat artística es fes responsable de la seva col·laboració amb la família Sackler i perquè es conegués el suport financer que hi prestava el mon de les arts. Arran de les activitats de PAIN, la majoria dels museus van anar trencant tots els vincles amb la família Sackler i el 2021 Purdue Pharma es va declarar en fallida.
La pel·lícula s'estructura en diversos capítols, cadascun dels quals comença amb una seqüència fotogràfica o metratge d'arxiu d'un període de la vida de Goldin i després passa a metratge de les seves protestes recents amb PAIN. La presentació de diapositives de fotografies d'arxiu recorda el treball fotogràffic de Goldin creant presentacions com La balada de la dependència sexual. Les imatges de les manifestacions de PAIN inclouen la seva primera protesta del 2018 al Temple de Dendur, del Metropolitan Museum of Art (MET), així com manifestacions similars al Louvre i al Museu Guggenheim. Goldin és la narradora principal de la pel·lícula, amb entrevistes addicionals d'associats com el periodista Patrick Radden Keefe i la membre de PAIN Megan Kapler.

## Repartiment
- Nan Goldin
- Patrick Radden Keefe
- Megan Kapler
- John Waters (imatges d'arxiu)
- Cookie Mueller (imatges d'arxiu)
- David Wojnarowicz (imatges d'arxiu)

## Producció
Nan Goldin i dos activistes més havien estat filmant les seves activitats amb PAIN durant dos anys, amb la intenció de fer un documental sobre el grup activista. Aleshores, Goldin es va acostar a la productora per a convertir el metratge en una pel·lícula, i es va suggerir que Laura Poitras dirigís la pel·lícula, basant-se en el seu treball a Astro Noise per al Museu Whitney. Nan Goldin inicialment es va mostrar escèptica, per les pel·lícules polítiques anteriors de Poitras: "Vaig pensar que jo no seria interessant per a ella perquè no tinc secrets d'estat".
Goldin ha declarat que la majoria de les imatges i fotografies de la pel·lícula provenen directament d'ella. Poitras va ampliar la visió de Goldin per al projecte i va optar per fer una pel·lícula més completa sobre la vida i la carrera de Goldin. Aquests elements biogràfics inclouen el suïcidi de la germana de Goldin, el consum de drogues de Goldin i les seves activitats de treball sexual, que mai abans havia publicat, així com la seva carrera artística i els seus èxits. Goldin inicialment es va sentir incòmoda en permetre que Poitras controlés la pel·lícula i la representació de la seva vida, però amb la pel·lícula acabada es va sentir satisfeta. Per a ella, Poitras estava "explicant la meva història amb la meva veu, tot i que no exactament com l'explicaria jo. Però ha estat increïble en deixar-me intervenir en el que es feia servir i el que es descartava".

## Estrena
La pel·lícula es va estrenar el 3 de setembre de 2022 en el 79è Festival Internacional de Cinema de Venècia, on va ser guardonada amb el Lleó d'Or. Es va projectar en el Festival Internacional de Cinema de Toronto de 2022 el 9 de setembre. Poc després, Poitras va criticar tant el festival de Venècia com el de Toronto per projectar una pel·lícula produïda per Hillary Clinton, In Her Hands. Va dir que estava "alarmada" per la presència en els festivals de Hillary Clinton, "que havia participat activament en les guerres i ocupacions a l'Iraq i l'Afganistan i havia donat suport a l'escalada de tropes”. També es va projectar en el Festival de Cinema de Nova York de 2022, on va ser la pel·lícula central del certamen.
A l'agost de 2022, abans de la seva estrena a Venècia, Neon en va adquirir els drets de distribució als Estats Units, mentre que Altitude Film Distribution obtenia els del Regne Unit i Irlanda. Al setembre de 2022, HBO Documentary Films va adquirir els drets de streaming i televisió de la pel·lícula. Va ser estrenada en cinemes per Neon el 23 de novembre de 2022.

## Premis
| Premi                                          | Data                    | Categoria                                      | Nominats                                                            | Resultat   | Ref.          |
| ---------------------------------------------- | ----------------------- | ---------------------------------------------- | ------------------------------------------------------------------- | ---------- | ------------- |
| Festival Internacional de Cinema de Venècia    | 10 de setembre de 2022  | Lleó d'Or                                      | Laura Poitras                                                       | guanyadora | [ 21 ]        |
| Festival Internacional de Cinema de Venècia    | 10 de setembre de 2022  | Premi Queer Lion                               | Laura Poitras                                                       | nominada   | [ 22 ]        |
| Festival Internacional de Cinema de Venècia    | 10 de setembre de 2022  | Premi Smithers Foundation "Ambassador of Hope" | Laura Poitras                                                       | guanyadora | [ 23 ]        |
| Athens International Film Festival             | 8 d'octubre de 2022     | Premi Golden Athena al millor documental       | All the Beauty and the Bloodshed                                    | guanyadora | [ 24 ]        |
| Festival de Cine de Londres                    | 16 d'octubre de 2022    | Premi Grierson                                 | All the Beauty and the Bloodshed                                    | nominada   | [ 25 ]        |
| Montclair Film Festival                        | 30 d'octubre de 2022    | Premi Bruce Sinosky al millor documental       | All the Beauty and the Bloodshed                                    | guanyadora | [ 26 ]        |
| Critics' Choice Documentary Awards             | 13 de noviembre de 2022 | Millor documental polític                      | All the Beauty and the Bloodshed                                    | nominada   | [ 27 ]        |
| Critics' Choice Documentary Awards             | 13 de noviembre de 2022 | Millor director                                | Laura Poitras                                                       | nominada   | [ 27 ]        |
| Premis Gotham                                  | 28 de novembre de 2022  | Millor documental                              | All the Beauty and the Bloodshed                                    | nominada   | [ 28 ]        |
| Premis del New York Film Critics Circle        | 2 de desembre de 2022   | Millor pel·lícula de no-ficció                 | All the Beauty and the Bloodshed                                    | guanyadora | [ 29 ]        |
| Premis British Independent Film                | 4 de desembre de 2022   | Millor pel·lícula estrangera                   | Laura Poitras, Howard Gertler, John Lyons, Nan Goldin, Yoni Golijov | nominats   | [ 30 ]        |
| National Board of Review                       | 8 de desembre de 2022   | Top 5 Documentals                              | All the Beauty and the Bloodshed                                    | guanyadora | [ 31 ]        |
| National Board of Review                       | 8 de desembre de 2022   | Premi Freedom of Expression                    | All the Beauty and the Bloodshed                                    | guanyadora | [ 31 ]        |
| Crítics de Cinema de Nova York Online          | 11 de desembre de 2022  | Millor documental                              | All the Beauty and the Bloodshed                                    | guanyadora | [ 32 ]        |
| Associació de Crítics de Cinema de Los Angeles | 11 de desembre de 2022  | Millor documental/pel·lícula de no-ficción     | All the Beauty and the Bloodshed                                    | guanyadora | [ 33 ]        |
| Boston Society of Film Critics                 | 11 de desembre de 2022  | Millor documental                              | All the Beauty and the Bloodshed                                    | guanyadora | [ 34 ]        |
| Washington D.C. Area Film Critics Association  | 12 de desembre de 2022  | Millor documental                              | All the Beauty and the Bloodshed                                    | nominada   | [ 35 ]        |
| Associació de Crítics de Cinema de Chicago     | 14 de desembre de 2022  | Millor documental                              | All the Beauty and the Bloodshed                                    | nominada   | [ 36 ]        |
| Associació de Crítics de Cinema de San Luis    | 18 de desembre de 2022  | Millor documental                              | All the Beauty and the Bloodshed                                    | guanyadora | [ 37 ]        |
| Florida Film Critics Circle                    | 22 de desembre de 2022  | Millor documental                              | All the Beauty and the Bloodshed                                    | guanyadora | [ 38 ]        |
| Aliança de Dones Periodistes de Cinema         | 5 de gener de 2023      | Millor documental                              | All the Beauty and the Bloodshed                                    | guanyadora | [ 39 ]        |
| Cinema Eye Honors                              | 13 de gener de 2023     | Millor pel·lícula de no-ficció                 | Laura Poitras, Howard Gertler, John Lyons, Nan Goldin, Yoni Golijov | nominats   | [ 40 ] [ 41 ] |
| Cinema Eye Honors                              | 13 de gener de 2023     | Millor director                                | Laura Poitras                                                       | guanyadora | [ 40 ] [ 41 ] |
| Cinema Eye Honors                              | 13 de gener de 2023     | Millor muntatge                                | Amy Foote, Joe Bini and Brian A. Kates                              | nominats   | [ 40 ] [ 41 ] |
| Cinema Eye Honors                              | 13 de gener de 2023     | Millor banda sonora original                   | Soundwalk Collective                                                | nominat    | [ 40 ] [ 41 ] |
| Cinema Eye Honors                              | 13 de gener de 2023     | Els inoblidables                               | Nan Goldin                                                          | guanyadora | [ 40 ] [ 41 ] |
| Cercle de Crítics de Cinema de Londres         | 5 de febrer de 2023     | Millor pel·lícula de l'any                     | All the Beauty and the Bloodshed                                    | nominada   | [ 42 ]        |
| Cercle de Crítics de Cinema de Londres         | 5 de febrer de 2023     | Millor documental de l'any                     | All the Beauty and the Bloodshed                                    | gunyadora  | [ 42 ]        |
| Premis Satellite                               | 11 de febrer de 2023    | Millor documental                              | All the Beauty and the Bloodshed                                    | nominada   | [ 43 ]        |
| Associació de Crítics de Hollywood             | 24 de febrer de 2023    | Millor documental                              | All the Beauty and the Bloodshed                                    | nominada   | [ 44 ]        |
| Premis Independent Spirit                      | 4 de març de 2023       | Millor documental                              | Laura Poitras, Howard Gertler, Nan Goldin, Yoni Golijov, John Lyons | guanyadors | [ 45 ]        |
| Golden Trailer Awards                          | 29 de juny de 2023      | Millor documental: biografia individual        | All the Beauty and the Bloodshed                                    | nominada   | [ 46 ]        |